# Thailand i olympiska sommarspelen 2000
Thailand deltog i de olympiska sommarspelen 2000 med en trupp bestående av 52 deltagare, 34 män och 18 kvinnor, och de tog totalt tre medaljer.

## Medaljer

### Guld
- Wijan Ponlid - Boxning, Flugvikt

### Brons
- Pornchai Thongburan - Boxning, Lätt mellanvikt
- Khassaraporn Suta - Tyngdlyftning,  Damernas Lättvikt 58 kg

## Badminton
Herrar
| Spelare                                | Gren       | 64-delsfinal                        | 32-delsfinal                                      | Sextondelsfinal                                        | Kvartsfinal       | Semifinal         | Final             | Placering |
| Spelare                                | Gren       | Motståndare Poäng                   | Motståndare Poäng                                 | Motståndare Poäng                                      | Motståndare Poäng | Motståndare Poäng | Motståndare Poäng | Placering |
| -------------------------------------- | ---------- | ----------------------------------- | ------------------------------------------------- | ------------------------------------------------------ | ----------------- | ----------------- | ----------------- | --------- |
| Boonsak Ponsana                        | Herrdubbel | Richard Vaughan (GBR) L (8-15,2-15) | Gick inte vidare                                  | Gick inte vidare                                       | Gick inte vidare  | Gick inte vidare  | Gick inte vidare  |           |
| Pramote Teerawiwatana Tesana Panvisvas | Herrdubbel | i.u.                                | Quinten van Dalm Dennis Lens (NED) W (15-11,15-7) | Choong Tan Fook Lee Wan Wah (MAS) L (11-15,17-15,15-9) | Gick inte vidare  | Gick inte vidare  | Gick inte vidare  |           |

Damer
| Idrottare                                       | Gren      | 32-delsfinal                        | Sextondelsfinal                              | Åttondelsfinal                            | Kvartsfinal       | Semifinal         | Final             | Placering |
| Idrottare                                       | Gren      | Motståndare Poäng                   | Motståndare Poäng                            | Motståndare Poäng                         | Motståndare Poäng | Motståndare Poäng | Motståndare Poäng | Placering |
| ----------------------------------------------- | --------- | ----------------------------------- | -------------------------------------------- | ----------------------------------------- | ----------------- | ----------------- | ----------------- | --------- |
| Sujitra Eakmongkolpaisarn                       | Damsingel | Mette Sørensen (DEN) L (7-11,10-13) | Gick inte vidare                             | Gick inte vidare                          | Gick inte vidare  | Gick inte vidare  | Gick inte vidare  |           |
| Sujitra Eakmongkolpaisarn Saralee Thungthongkam | Damdubbel | i.u.                                | Rayoni Head Kellie Lucas (AUS) W (15-7,15-4) | Huang Nanyan Yang Wei (CHN) L (1-15,4-15) | Gick inte vidare  | Gick inte vidare  | Gick inte vidare  |           |

Mixed
| Spelare                                    | Gren        | 32-delsfinal                                      | Sextondelsfinal                                | Kvartsfinal       | Semifinal         | Final             | Placering |
| Spelare                                    | Gren        | Motståndare Poäng                                 | Motståndare Poäng                              | Motståndare Poäng | Motståndare Poäng | Motståndare Poäng | Placering |
| ------------------------------------------ | ----------- | ------------------------------------------------- | ---------------------------------------------- | ----------------- | ----------------- | ----------------- | --------- |
| Khunakorn Sudhisodhi Saralee Thungthongkam | Mixeddubbel | Peter Blackburn Rhonda Cator (AUS) W (15-4,15-12) | Kim Dong-moon Ra Kyung-min (KOR) L (7-15,2-15) | Gick inte vidare  | Gick inte vidare  | Gick inte vidare  |           |

## Boxning
| Boxare                      | Gren            | 32-delsfinal                                | Sextondelsfinal                   | Kvartsfinal                              | Semifinal                        | Final                         | Placering |
| Boxare                      | Gren            | Motståndare Resultat                        | Motståndare Resultat              | Motståndare Resultat                     | Motståndare Resultat             | Motståndare Resultat          | Placering |
| --------------------------- | --------------- | ------------------------------------------- | --------------------------------- | ---------------------------------------- | -------------------------------- | ----------------------------- | --------- |
| Suban Pannon                | Lätt flugvikt   | Dilshod Yuldashev (UZB) W 18:16             | Valeriy Sydorenko (UKR) L RSC     | Gick inte vidare                         | Gick inte vidare                 | Gick inte vidare              |           |
| Wijan Ponlid                | Flugvikt        | Vardan Zakarjan (GER) W RSC                 | Andrew Kooner (CAN) W 11:7        | Manuel Mantilla (CUB) W 19:8             | Vladimir Sidorenko (UKR) W 14:11 | Bulat Jumadilov (KAZ) W 19:12 |           |
| Sontaya Chotipat Wongprates | Bantamvikt      | Bye                                         | Justin Kane (AUS) L 13:15         | Gick inte vidare                         | Gick inte vidare                 | Gick inte vidare              |           |
| Somluck Kamsing             | Fjädervikt      | Andres Abelino Ledesma Villalba (COL) W RSC | Tulkunbay Turgunov (UZB) W 7:2    | Ricardo Juarez (USA) L RSC               | Gick inte vidare                 | Gick inte vidare              |           |
| Phongsit Wiangviset         | Lättvikt        | Bye                                         | Mario César Kindelán (CUB) L 8:14 | Gick inte vidare                         | Gick inte vidare                 | Gick inte vidare              |           |
| Pongsak Hrientounthong      | Lätt weltervikt | Sven Paris (ITA) L 3:14                     | Gick inte vidare                  | Gick inte vidare                         | Gick inte vidare                 | Gick inte vidare              |           |
| Parkpoom Jangphonak         | Weltervikt      | Geard Ajetović (YUG) W +9:9                 | Sergey Dotsenko (UKR) L 5:13      | Gick inte vidare                         | Gick inte vidare                 | Gick inte vidare              |           |
| Pornchai Thongburan         | Lätt mellanvikt | Bye                                         | Karoly Balzsay (HUN) W 17:12      | Hikal Mohamed Abdel Mawgoud (EGY) W 15:9 | Marian Simion (ROM) L 16:26      | Gick inte vidare              |           |
| Somchai Cimlum              | Mellanvikt      | Jorge Gutiérrez (CUB) L 11:20               | Gick inte vidare                  | Gick inte vidare                         | Gick inte vidare                 | Gick inte vidare              |           |

## Friidrott
Herrarnas 4 x 100 meter stafett
- Kongdech Netenee, Boonyarit Phuksachat, Visanu Sophanich, Sittichai Suwonprateep
  - Omgång 1 — 39.13
  - Semifinal — 39.05 (gick inte vidare)

Herrarnas 4 x 400 meter stafett
- Senee Kongtong, Jirachai Linglom, Narong Nilploy, Chalermpol Noohlong
  - Omgång 1 — 03:11.65 (gick inte vidare)

Damernas 100 meter häck
- Trecia Roberts
  - Omgång 1 — 13.16
  - Omgång 2 — 12.96
  - Semifinal — 13.15 (gick inte vidare)

Damernas 4 x 100 meter stafett
- Supavadee Khawpeag, Orranut Klomdee, Trecia Roberts, Wirawan Ruamsuk
  - Omgång 1 — 44.51 (gick inte vidare)

## Segling
Mistral
- Arun Homraruen
  - Lopp 1 — 27
  - Lopp 2 — 26
  - Lopp 3 — 13
  - Lopp 4 — 25
  - Lopp 5 — 29
  - Lopp 6 — 26
  - Lopp 7 — 19
  - Lopp 8 — 16
  - Lopp 9 — 23
  - Lopp 10 — (30)
  - Lopp 11 — (32)
  - Final — 204 (29:e plats)

Mistral
- Napalai Tansai
  - Lopp 1 — 16
  - Lopp 2 — 23
  - Lopp 3 — (25)
  - Lopp 4 — 21
  - Lopp 5 — 16
  - Lopp 6 — 15
  - Lopp 7 — 14
  - Lopp 8 — 17
  - Lopp 9 — (25)
  - Lopp 10 — 17
  - Lopp 11 — 9
  - Final — 148 (19:e plats)

Laser
- Veerasit Puangnak
  - Lopp 1 — 37
  - Lopp 2 — 36
  - Lopp 3 — 28
  - Lopp 4 — 20
  - Lopp 5 — 23
  - Lopp 6 — 38
  - Lopp 7 — 3
  - Lopp 8 — (40)
  - Lopp 9 — 20
  - Lopp 10 — (39)
  - Lopp 11 — 33
  - Final — 238 (31:a plats)

## Simhopp
| Hoppare         | Gren           | Kval   | Kval       | Semifinal        | Semifinal        | Final            | Final            |
| Hoppare         | Gren           | Poäng  | Placering  | Poäng            | Placering        | Poäng            | Placering        |
| --------------- | -------------- | ------ | ---------- | ---------------- | ---------------- | ---------------- | ---------------- |
| Meerit Insawang | Herrarnas 3 m  | 306,24 | 43:e plats | Gick inte vidare | Gick inte vidare | Gick inte vidare | Gick inte vidare |
| Suchart Pichi   | Herrarnas 10 m | 268,65 | 39:e plats | Gick inte vidare | Gick inte vidare | Gick inte vidare | Gick inte vidare |

## Tennis
| Spelare                               | Gren       | Omgång 1                                | Omgång 2                                                  | Åttondelsfinaler                                 | Kvartsfinaler                                            | Semifinaler       | Final / BM        | Final / BM |
| Spelare                               | Gren       | Motståndare Poäng                       | Motståndare Poäng                                         | Motståndare Poäng                                | Motståndare Poäng                                        | Motståndare Poäng | Motståndare Poäng | Placering  |
| ------------------------------------- | ---------- | --------------------------------------- | --------------------------------------------------------- | ------------------------------------------------ | -------------------------------------------------------- | ----------------- | ----------------- | ---------- |
| Paradorn Srichaphan                   | Herrsingel | Attila Sávolt (HUN) W 2-1 (6-2,4-6,7-5) | Magnus Norman (SWE) L 0-2 (5-7,2-6)                       | Gick inte vidare                                 | Gick inte vidare                                         | Gick inte vidare  | Gick inte vidare  |            |
| Tamarine Tanasugarn                   | Damsingel  | Tina Pisnik (SLO) W 2-0 (6-4,6-3)       | Venus Williams (USA) L 0-2 (2-6,3-6)                      | Gick inte vidare                                 | Gick inte vidare                                         | Gick inte vidare  | Gick inte vidare  |            |
| Benjamas Sangaram Tamarine Tanasugarn | Damdubbel  | i.u.                                    | Mariana Mesa Fabiola Zuluaga (COL) W 2-1 (7-6(4),5-7,6-4) | Nana Smith Ai Sugiyama (JPN) W 2-1 (2-6,7-5,6-2) | Kristie Boogert Miriam Oremans (NED) L 1-2 (4-6,6-3,5-7) | Gick inte vidare  | Gick inte vidare  |            |